# Särskild ansökan
SANS eller ¨särskild ansökan¨ görs av mönstrande i Sverige som vill bli antagna till en befattning med speciella krav. Den sökande måste uppfylla befattningens kravprofil för att kunna söka.
Om den sökandes resultat i den rådande konkurrensen är tillräckliga kallas denne till en ytterligare utredning (även kallad extramönstring eller förtest). Här kontrolleras mer ingående om den sökande har vad som krävs för att klara tjänsten.  Om den sökande klarar utredningen med godkänt resultat tas beslut om ändrad inskrivning.

## Exempel på utbildningar som kräver SANS
- Flygbasjägare
- Fallskärmsjägare
- Norrlandsjägare Jägare
- Fältarbetsdykare
- Kustjägare
- Röjdykare
- Stridsbåtsförare
- Tolk
- Luftburen soldat